# Hemoperfusão
Hemoperfusão é uma técnica de filtragem de sangue em meio extracorpóreo (ou seja, fora do corpo) para remover uma toxina. Tal como acontece com outros métodos extracorpóreos, como hemodiálise (HD), hemofiltração (HF) e hemodiafiltração (HDF), o sangue do paciente passa por uma máquina, é filtrado e, em seguida, retorna ao paciente, geralmente por acesso venoso.
Introduzida pela primeira vez na década de 1940, a hemoperfusão foi aprimorada ao longo das décadas de 1950 a 1970 e, em seguida, foi introduzida clinicamente para o tratamento de envenenamento nas décadas de 1970 e 1980. Também é usado para tratar overdose de drogas, às vezes em conjunto com outras técnicas extracorpóreas.
A hemoperfusão também é usada no tratamento de intoxicações específicas, como por ácido valproico, teofilina e meprobamato.
Apesar de sua disponibilidade, a técnica é pouco utilizada na medicina para remover substâncias tóxicas do sangue de pessoas.

## Tipos
Dois tipos de hemoperfusão são amplamente utilizados:
1. Hemoperfusão de carvão, que tem sido usada para tratar a insuficiência hepática, vários tipos de envenenamento e certas doenças autoimunes, quando revestidas com antígenos ou anticorpos.
2. Certas resinas (poliestireno - série XAD) costumam ser mais eficientes na eliminação de drogas lipossolúveis comparadas à hemoperfusão de carvão.

## Complicações
As complicações da hemoperfusão podem incluir trombocitopenia, leucopenia, hipoglicemia e certa redução nos fatores de coagulação, com recuperação ocorrendo geralmente em 1–2 dias. O risco de sangramento também é maior devido à alta dose de heparina e à redução das plaquetas e dos fatores de coagulação.

## Indicações de uso
Durante a hemoperfusão, o sangue passa por uma coluna de filttragem com propriedades absortivas com o objetivo de remover substâncias tóxicas específicas do sangue do paciente. Destina-se especialmente a moléculas de pequeno a médio peso que tendem a ser mais difíceis de remover por hemodiálise convencional. As substâncias adsorventes mais comumente utilizadas na hemoperfusão são as resinas e o carvão ativado.
Seus principais usos incluem o tratamento por intoxicação por drogas ou venenos, removendo as substâncias do sangue em situações de emergência, bem como na remoção de resíduos do sangue em pacientes com insuficiência renal e, ainda, como tratamento de suporte para pacientes antes e após um transplante de fígado.